# サツィヴィ
サツィヴィ(Satsivi)は、七面鳥や鶏等の家禽の肉とクルミのソースから作るジョージア料理、またはそのソースである。Satsiviという名称は「冷たい皿」という意味で、家禽の肉とクルミのソースから作る料理一般を指す。

## バジェ

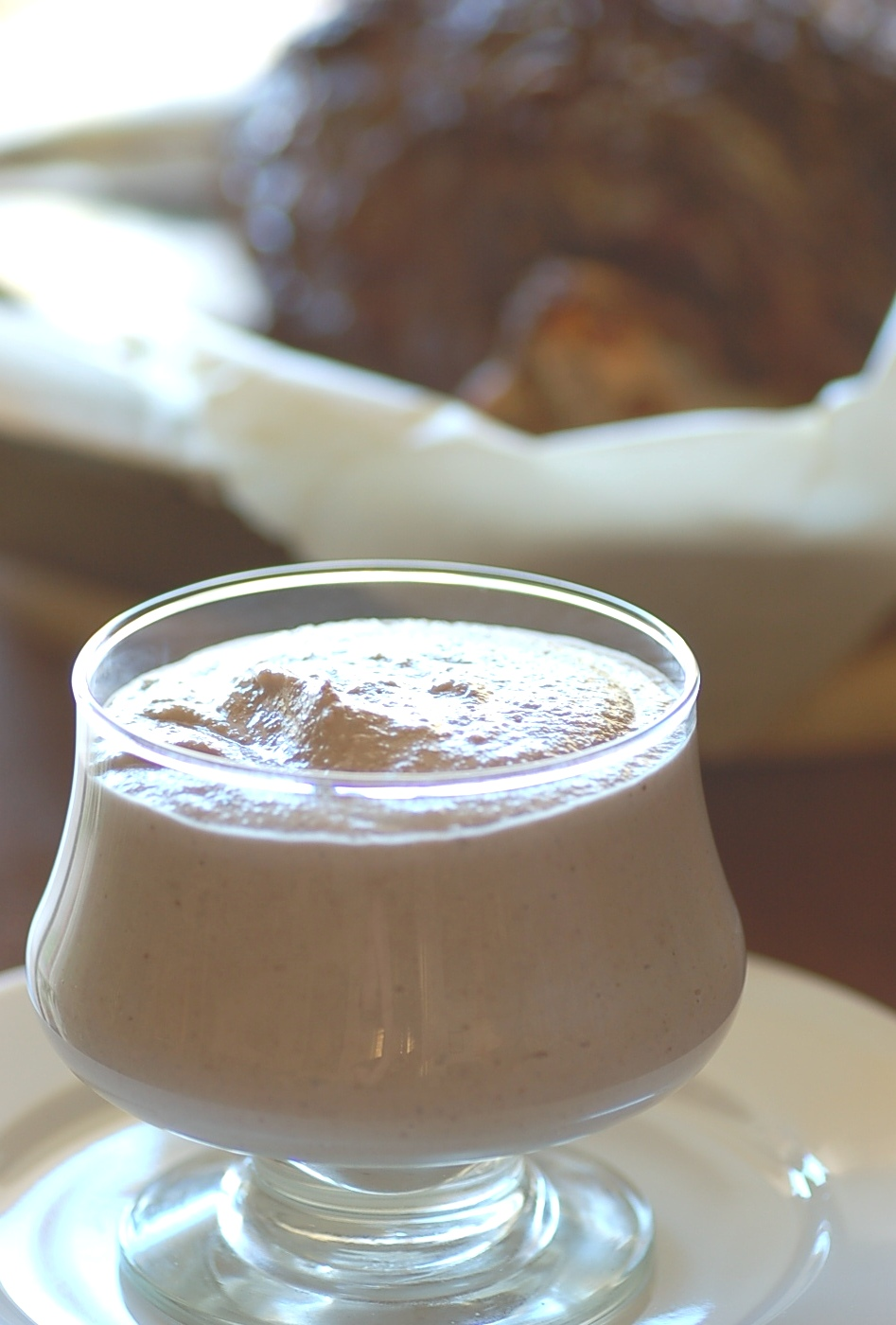
クルミのソース

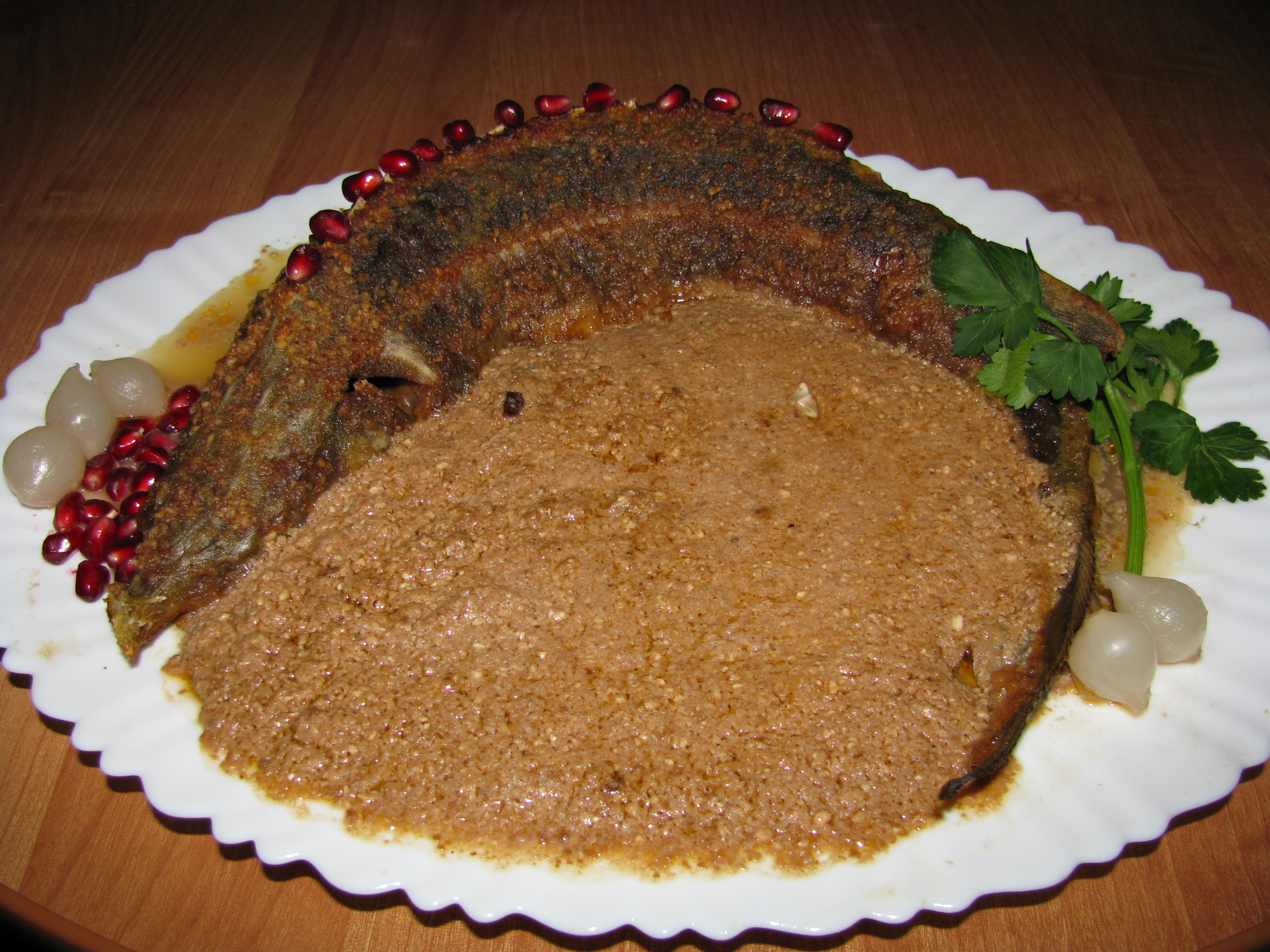
コチョウザメとバジェ

バジェは、最も用途の広いジョージアのクルミソースであり、サツィヴィのソースと同様に赤ワインビネガーとザクロジュースを含むが、よりどろっとしている。茹でるか揚げたマス等の魚にかける。ジョージアの料理には通常甘味料を用いないため、このソースにもわずかに酸味がある。

## サツィヴィ
サツィヴィは、茹でるか揚げるかした家禽の肉にクルミのソースをかけて冷やして提供するジョージア料理である。伝統的には、クルミ、水、ニンニク、数種の乾燥ハーブ（サフランとフェヌグリークは常に用いる）、酢、カイエンペッパー、食塩から作る。このように、コーカサス地方のサツィヴィは、シリア料理、レバノン料理、または一般的にレバント料理で見られるフムス（ニンニク、レモン果汁、タヒニまたはゴマペーストを含む）等のナッツまたはレンズマメのペーストに類似している。
サツィヴィに漬けた茹でた家禽の肉は、冬の祝祭の主食となる。ナスやカリフラワーを用いたベジタリアン用のものもある。
トルコ料理、レバント料理、エジプト料理では、茹でた鶏肉とクルミソースから作るよく似た料理をサーカシアンチキンと呼ぶ。また、イラン北部のカスピ料理では、"Aquz"と呼ぶ。